# Calixtus Schein

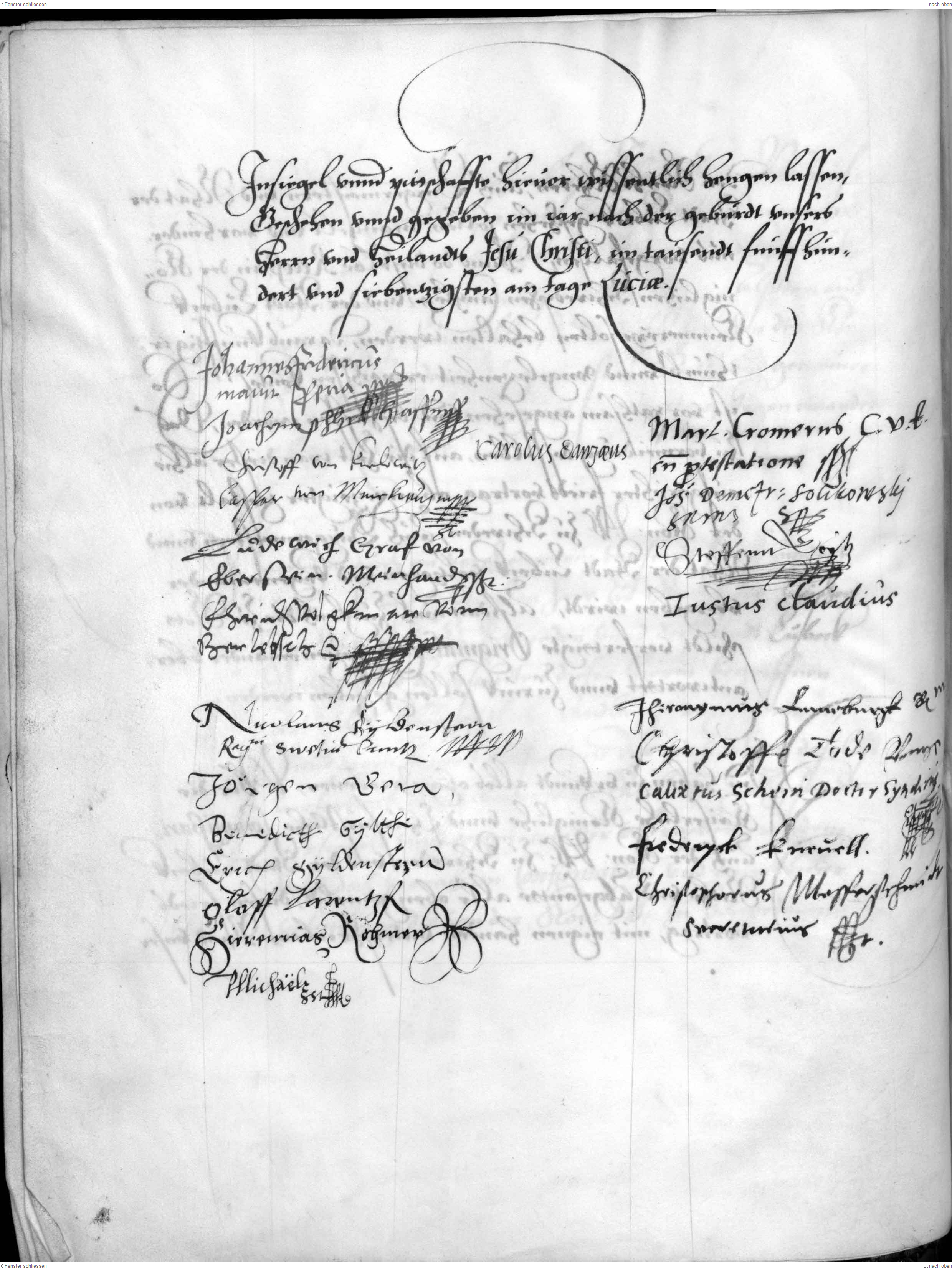
Unterschriftenseite des Friedens von Stettin mit der Unterschrift Scheins rechts unterhalb der Mitte

Calixtus Schein (auch Calixtus Schein, der Ältere; * 1529 wohl in Dresden; † 4. November 1600 in Lübeck) war Syndicus der Hansestadt Lübeck.

## Leben
Calixtus Schein war Sohn des Stadtschreibers Valentin Schein in Meißen. Er besuchte dort die neu gegründete Fürstenschule St. Afra und studierte ab 1545 Rechtswissenschaften an der Universität Leipzig, ab 1549 an der Universität Wittenberg und promovierte zum Dr. jur. Nach dem Tod seines Vaters 1554 wurde er zunächst dessen Nachfolger in Meißen, gelangte dann aber durch bislang nicht geklärte Umstände nach Kiel, wo er zum Syndikus der Stadt bestellt wurde. 1565 wurde er zunächst befristet, ab 1575 auf Lebenszeit zum Syndicus der Hansestadt Lübeck bestellt und gehörte damit dem Rat der Stadt an. Neben seinem Lübecker Amt vertrat er als Jurist auch die Interessen des Kurfürsten von Sachsen und die Herzöge von Mecklenburg wie von Sachsen-Lauenburg. Calixtus Schein vertrat mit außenpolitischem Talent und großem Verhandlungsgeschick die wirtschaftspolitischen Interessen der Freien Reichsstadt Lübeck im Ostseeraum wie auch gegenüber dem Heiligen Römischen Reich. Gleichzeitig hatte er als Syndicus eine hervorgehobene richterliche Funktion am Oberhof Lübeck und war im Rat auch in der Rechtsetzung des Lübischen Rechts federführend.
Calixtus Schein war zweimal verheiratet und aus beiden Ehen gingen insgesamt vermutlich acht Kinder hervor. Gegen Ende der 1560er Jahre beherbergte er seinen Bruder, den Theologen und Pädagogen Hieronymus Schein, den Vater des späteren Thomaskantors Johann Hermann Schein, bei sich in Lübeck.
Sein Epitaph in der Lübecker Jakobikirche hat sich nicht erhalten. 1593 stiftete er als Syndikus dieser Kirche einen zweiarmigern Wandleuchter aus Messing, der heute auch nicht mehr identifiziert werden kann.

### Lübecker Außenpolitik
Der Beginn der Lübecker Tätigkeit Scheins war überschattet durch den laufenden Dreikronenkrieg, in dem Lübeck an der Seite Dänemarks unter König Friedrich II. gegen Schweden für seine Handels- und Seeverkehrsinteressen in der Ostsee und Skandinavien kämpfte. Ein Separatfriede wurde 1568 durch eine Delegation, die auf Lübecker Seite aus dem Bürgermeister Christoph Tode und Syndicus Calixtus Schein bestand, verhandelt und auch von ihnen den Dänen und den schwedischen Unterhändlern paraphiert, aber durch die Schweden wegen Überschreitung der Verhandlungsvollmacht nicht ratifiziert. Erst 1570 mit dem Frieden von Stettin konnte durch Calixtus Schein, wieder gemeinsam mit Bürgermeister Christoph Tode, ein den Krieg beendender diplomatischer Erfolg für Lübeck verbucht werden; die Teilnahme der Stadt an diesem Frieden war Lübecks letzter großer internationaler diplomatischer Erfolg vor ihrem politischen Niedergang als weitgehend eigenständiger Handelsmacht in Nordeuropa.
Auch in den Folgejahren war Schein für Lübeck fast jedes Jahr in Dänemark um die Sicherung der Lübecker Handelsinteressen in Fragen des Sundzoll und um die Aufrechterhaltung der Lübecker Privilegien in Bergen oder auf der Schonischen Messe bemüht. 1574 war er gemeinsam mit dem Ratsherrn Paul Rönnefeld als Gesandter der Stadt in Schweden, um bei König Johann III. die Freigabe von 17 auf der Rückreise von Narva durch die Schweden gekaperte Lübecker Kauffahrteischiffe zu erlangen. Diese diplomatische Mission scheiterte und der Lübecker Rat wandte sich wegen dieses Bruchs des Friedens von Stettin an den Kaiser.
Ab 1575 war er maßgeblich an den Verhandlungen der Bürgermeister Christoph Tode und Johann Brokes sowie des Ratsherrn Hermann von Dorne über die Rückgabe der an Lübeck verpfändeten Insel Bornholm an Dänemark beteiligt.
Daneben vertrat Schein Lübeck (und die Hanse) mehrfach auf den Reichstagen und beim Kaiser am Hofe von Prag.

### Lübecker Rechtspflege

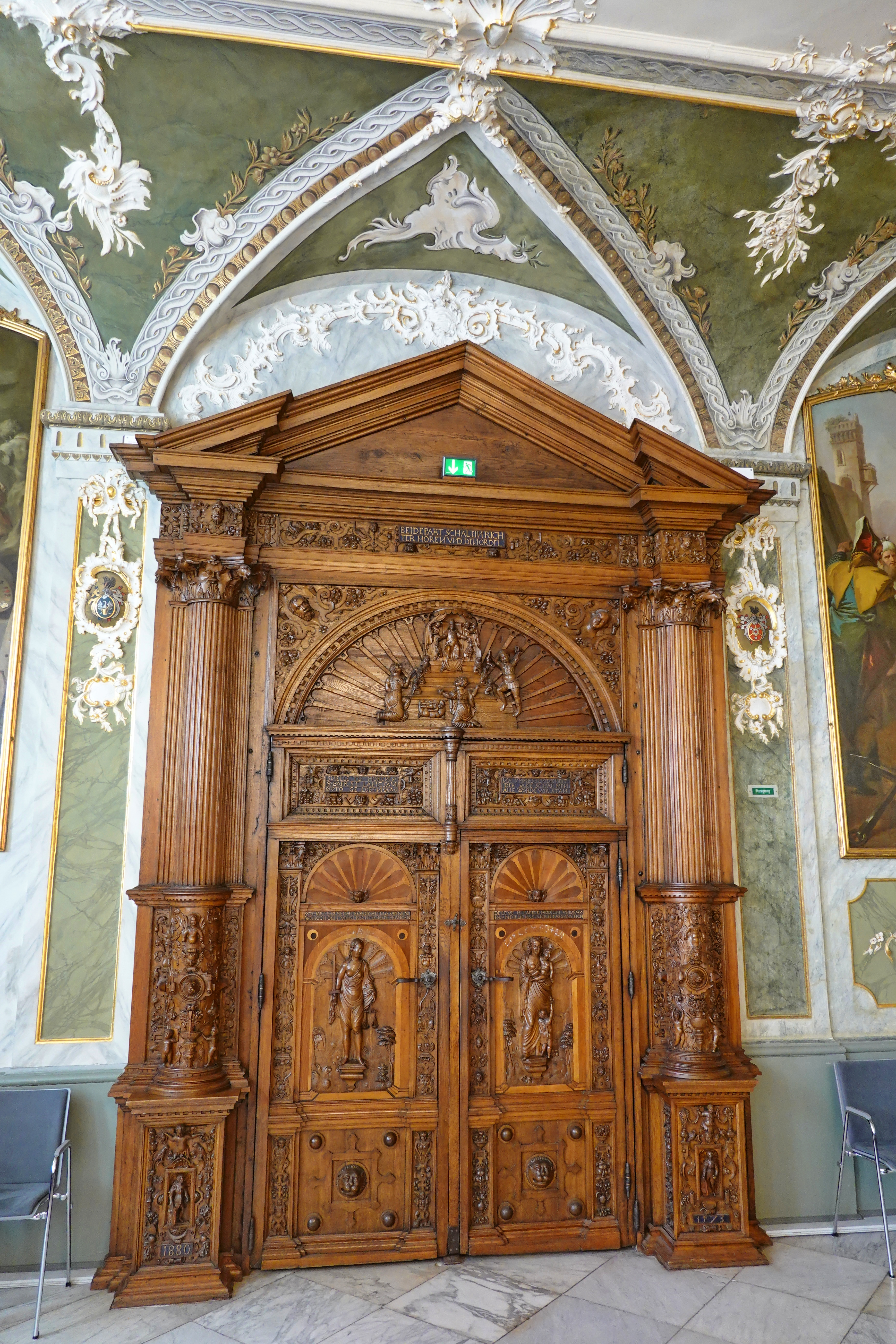
Geschnitztes Renaissanceportal im ehemaligen Verhandlungssaal des "Obergerichts", heute Audienzsaal des Rathauses, mit einer Justitia im linken Türflügel.
(Bild ist auf Commons annotiert)

Der aus Sachsen stammende Schein schrieb durchgehend Hochdeutsch, und seine Amtszeit fiel in die Jahre des Übergangs der Verwaltungs- und Rechtssprache in Lübeck vom Niederdeutschen ins Frühneuhochdeutsche. Bekanntestes Beispiel dafür ist die im Auftrag des Lübecker Rats von Bürgermeister Johann Lüdinghusen, Syndikus Calixtus Schein und Ratsherr Gottschalk von Stiten erarbeitete, wenn auch dabei nur unzureichend überarbeitete, hochdeutsche Fassung des Lübischen Rechts: Der Kayserlichen Freyen und des Heiligen Reichs-Stadt Lübeck Statuta und Stadt Recht. Auffs Newe vbersehen/Corrigiret/und aus alter sechsischer Sprach in Hochteudsch gebracht. Gedruckt zu Lübeck/durch Johann Balhorn/im Jar nach Christi Geburt/1586. Es galt bis zum Inkrafttreten des BGB am 1. Januar 1900.
Die von ihm erarbeitete neue Lübecker Insolvenzordnung wurde 1620, also erst 20 Jahre nach seinem Tod in Kraft gesetzt.
Daneben waren einzelne Lübecker Ratsherren, besonders aber die Syndici, auch richterlich auf allen Ebenen der Lübecker Gerichtsbarkeit tätig. Das Archiv der Hansestadt Lübeck verwahrt etwa fünfzig Relationen Scheins sowohl zu zivilrechtlichen wie auch strafrechtlichen Gegenstands aus der Zeit von 1584 bis 1599, die heute noch Aufschluss über die Entscheidungsfindung des Lübecker Oberhofs geben.

### Kirchenpolitik
Schein spielte eine wichtige Rolle bei der Herausbildung des Landesherrlichen Kirchenregiments in Lübeck, das hier vom Rat beansprucht und wahrgenommen wurde. 1575 vertrat er den Rat beim Treffen des Ministeriums Tripolitanum von Lübeck, Hamburg und Lüneburg in Mölln, das zu diesem Zeitpunkt Lübecker Pfandbesitz war, und wo wichtige Vorabsprachen zur Konkordienformel getroffen wurden.
Ab 1576 kam es über die Wiederverheiratungspläne von Adelheid Lüdinghusen, der Witwe des Bürgermeisters Anton Lüdinghusen, zu einem öffentlichen Skandal. Sie wollte ihres verstorbenen Mannes Schwester-Tochter-Sohn, ihren Großneffen, den Kaufmann Hermann Büning heiraten, was aber wegen des Verwandtschaftsgrades auf Ablehnung der Lübecker Geistlichkeit traf. Auch die Anrufung des Lübecker Konsistoriums, des für Ehesachen zuständigen Kirchengerichts, und die Einholung von auswärtigen Gutachten blieben erfolglos. Ein Ausschluss der Adelheid Lüdinghusen als Patin bei einer Taufe im Februar 1578 wegen ihrer Hartnäckigkeit führte zu einem Ausfall ihrerseits gegen den Superintendenten Andreas Pouchenius. Eine gemischte Kommission des Rates und des Geistlichen Ministeriums unter der Leitung von Schein, die im Juni 1578 zusammentrat, verpflichtete sie zu einem Entschuldigungs-Revers und zu Hausarrest. 1579 flüchtete sie nach Rostock, wo die Lübecker Bedenken nicht geteilt wurden und die Trauung schließlich stattfand.
Schein nutzte diesen und andere Konflikte um die Kirchenzucht, wie den des Superintendenten Pouchenius mit dem Rektor des Katharineums Pancraz Krüger wegen der Schulaufsicht, um die Position des Rates, seinen Anspruch auf totale Kirchenhoheit, zu festigen. In einem vermutlich von Schein verfassten und von ihm verkündeten Ratsdekret vom 3. Januar 1582 wurde dem Superintendenten und dem Geistlichen Ministerium die Schranken ihrer Befugnisse dargelegt und eine regelrechte Dienstanweisung für die Geistlichen erlassen. Sämtliche Ordnungsfragen im Zusammenhang mit Kasualien wie Taufe, Trauung und Bestattung seien dem Rat zur Entscheidung zu überlassen – eine klare Verlagerung der Kirchenhoheit verglichen mit der weiterhin gültigen Kirchenordnung Johannes Bugenhagens von 1531. 1588 deklarierte der Rat durch Schein, Maßnahmen der Kirchenzucht (konkret ging es um den Ausschluss vom Abendmahl für Pancraz Krüger) dürften nur nach eingehender Rücksprache mit dem Rat verhängt werden. Durch diese Dekrete wurde kirchliche Selbständigkeit so gut wie vollständig aufgehoben.

## Schriften

### Briefe
- 20 Briefe an König Friedrich II. von Dänemark aus der Zeit 1569–1579 wiedergegeben in: Andreas Schumacher: Gelehrter Männer Briefe an die Könige in Dännemarck, vom Jahr 1522 bis 1663, Band 3, 1759, S. 258 ff. (books.google.de).